# معاملة المثليين في جزر بيتكيرن
يتمتع الأشخاص المثليون والمثليات ومزدوجو التوجه الجنسي والمتحولين جنسياً (اختصاراً: LGBT) في إقليم ما وراء البحار البريطانية جزر بيتكيرن بأغلب نفس الحقوق التي يتمتع بها غيرهم من المغايرين جنسيا. يعتبر النشاط الجنسي المثلي قانونيا، ويعتبر التمييز على أساس الميول الجنسية محظور دستوريًا، كما أصبح زواج المثليين قانونيا منذ 14 مايو 2015.

## قانونية النشاط الجنسي المثلي
أصبح النشاط الجنسي المثلي قانونيًا في جزر بيتكيرن منذ عام 2001.

## الاعتراف القانوني بالعلاقات المثلية
أصبح زواج المثليين قانونيا في جزر بيتكيرن في 14 أيار/مايو 2015؛ ومع ذلك، لا أحد من سكان الجزر البالغ عددهم حوالي 50 المقيمين فيها معروف بأن في علاقة مثلية.

## الحماية من التمييز
يحظر «أمر دستور جزر بيتكيرن 2010» التمييز على أساس التوجه الجنسي، من بين الفئات الأخرى.

## التبني وتنظيم الأسرة
يتضمن تشريع زواج المثليين لعام 2015 حكما ينص على أن الأزواج المثليين بإمكانهم أن يصبحوا آباء أو أمهات لطفل. يقر «قانون تبني الأطفال» على قدرة المتزوجين، غير المتزوجين، والشخص العازب تقديم طلب لتبني الأطفال بصفة مشتركة.
وفقا لتقرير حكومة المملكة المتحدة لعام 2006، كان هناك 9 عمليات تبني في جزر بيتكيرن منذ عام 1954، وتم آخرها في عام 1979.

## الخدمة العسكرية
يمكن للأفراد المثليين والمثليات ومزدوجي التوجه الجنسي والمتحولين جنسيا الخدمة في الجيش البريطاني، لأن الدفاع هو مسؤولية المملكة المتحدة.

## ملخص
| قانونية النشاط الجنسي المثلي                                                             | (منذ عام 2001)                                   |
| المساواة في السن القانوني للنشاط الجنسي                                                  | (منذ عام 2001)                                   |
| قوانين مكافحة التمييز في التوظيف                                                         | (منذ عام 2010)                                   |
| قوانين مكافحة التمييز في توفير السلع والخدمات                                            | (منذ عام 2010)                                   |
| قوانين مكافحة التمييز في جميع المجالات الأخرى (تتضمن التمييز غير المباشر، خطاب الكراهية) | (منذ عام 2010)                                   |
| زواج المثليين                                                                            | (منذ عام 2015)                                   |
| الاعتراف القانوني بالعلاقات المثلية                                                      | (منذ عام 2015)                                   |
| تبني أحد الشريكين للطفل البيولوجي للشريك الآخر                                           | 15px\|Yes]] (منذ عام 2015)                       |
| التبني المشترك للأزواج المثليين                                                          | (منذ عام 2015)                                   |
| يسمح للمثليين والمثليات الخدمة علناً في القوات المسلحة                                    | (تحت مسؤولية القوات المسلحة البريطانية)          |
| الحق بتغيير الجنس القانوني                                                               | No                                               |
| علاج التحويل محظور على القاصرين                                                          | No                                               |
| الحصول على أطفال أنابيب للمثليات                                                         |                                                  |
| تأجير الأرحام التجاري للأزواج المثليين من الذكور                                         | (محظور لجميع الأزواج بغض النظر عن التوجه الجنسي) |
| السماح للرجال الذين مارسوا الجنس الشرجي بالتبرع بالدم                                    | No                                               |